# Bonestell (cratera)
A cratera Bonestell é uma cratera no quadrângulo de Mare Acidalium em Marte, localizada a  42.37° norte e 30.57° oeste.  Ela possui 42.4 km em diâmetro e recebeu o nome de Chesley Bonestell, um famoso artista americano que ilustrava imagens do espaço (1888-1986). Seus desenhos inspiraram muitos jovens a estudar a ciência.